# Quintiliani
Quintiliani - stacja na linii B metra rzymskiego. Stacja została otwarta w 2003. Poprzednim przystankiem jest Monti Tiburtini, a następnym Tiburtina.